# Charles Braibant
Pour les articles homonymes, voir Braibant (homonymie).
Charles Braibant, né le 31 mars 1889 à Villemomble et mort le 23 avril 1976 dans le 16e arrondissement de Paris, est un archiviste et écrivain français.

## Biographie
Charles Braibant est le fils de Maurice Braibant, député des Ardennes (canton de Rethel.)
Élève de l'École nationale des chartes, il obtient le diplôme d'archiviste paléographe en 1914, avec une thèse intitulée Études sur le temporel urbain du monastère de Saint-Magloire de Paris.
Chef du service des archives et bibliothèques de la Marine de 1919 à 1944, il est nommé directeur des Archives de France en 1948. Dans ces fonctions, qu'il exerce jusqu'en 1959, son activité et ses initiatives marquent de façon considérable les archives publiques en France et à l'étranger. Il agrandit les Archives nationales en faisant acquérir par l'État plusieurs immeubles contigus à l'hôtel de Soubise et fait construire de nouveaux locaux de conservation. Il y crée aussi en 1949 un service des archives privées et économiques, dont une des chevilles ouvrières est Bertrand Gille.
C'est à lui qu'on doit l'envoi dans plusieurs grands ministères de conservateurs « en mission » chargés d'aider les administrations centrales à mieux gérer leurs archives intermédiaires et d'organiser le versement de leurs archives définitives aux Archives nationales. Il joue aussi un rôle important en matière de coopération avec les archivistes de pays étrangers : il préside le Conseil international des archives de 1950 à 1954 et il crée en 1951 un stage annuel de trois mois ouvert aux archivistes français et étrangers qui permet à ceux-ci d'acquérir une connaissance approfondie des principes et des pratiques en usage dans les services d'archives français.
Membre du Conseil de l’ordre des Palmes académiques et du Conseil de l’ordre des Arts et des Lettres, il préside également diverses associations d'hommes de lettres.
Il a été reçu membre associé correspondant de l'Académie des sciences, belles-lettres et arts de Besançon en 1952.
En 1936 il est collaborateur littéraire du quotidien communiste l’Humanité mais sans être membre du Parti communiste, Après la Libération, il écrivit dans les journaux socialistes Le Populaire et Gavroche.
Il obtient le Prix Renaudot en 1933 pour Le roi dort.
Il est le père du juriste Guy Braibant.

## Décorations
- Grand officier de la Légion d'honneur
- Commandeur de l'ordre des Palmes académiques de plein droit en tant que membre du conseil de l'ordre des Palmes académiques.
- Commandeur de l'ordre des Arts et des Lettres de plein droit en tant que membre du conseil des Arts et des Lettres (1957)[7]
- Commandeur de l'ordre du Mérite de la République fédérale d'Allemagne

## Sources
Les papiers personnels de Charles Braibant sont conservés aux Archives nationales sous la cote 366AP.

## Publications
- Le roi dort (Denoël, 1933 — prix Renaudot) ;
- Resplendine et d'autres victimes nouvelles (Gallimard, 1934) ;
- Du boulangisme au Panama : le secret d'Anatole France (Denoël, 1935) ;
- Préface de Mervale 1937, Prix Renaudot, de Jean Rogissart;
- Le Soleil de mars (Denoël, 1938) ;
- Lumière bleue, la guerre à Paris, journal (Fayard, 1940) ;
- Le Rire des dieux (Corrêa, 1941) ;
- Mer franque, Jean Vigneau (1942) ;
- La guerre à Paris (8 nov. 1942-27 août 1944) (Corrêa, 1945) ;
- Irène Soubeyran (Corrêa, 1946) ;
- Le Métier d’écrivain anthologie (Corrêa, 1951) ;
- Un bourgeois sous trois républiques mémoires (Buchet-Chastel, 1961) ;
- Félix Faure à l’Élysée (Hachette, 1963)[9] ;
- Histoire de la Tour Eiffel (Plon, 1964) ;
- Guide historique des rues de Paris, en collaboration avec Albert Mirot et Michel Le Moël (Hachette, 1965) ;
- Préface de Les préfectures de France par les archivistes des départements (Niort, Soulisse ; 196... - arch. pers) ;
- Avant-propos du catalogue France et Canada 1855-1955, exposition à La Rochelle du 9/07 au 31/08/1955 (La Rochelle, Paris, Imprimerie rochelaise, 1955 s.d.- arch. pers.).